# Aviva London Grand Prix 2016
London Grand Prix 2016 byl lehkoatletický mítink, který se konal 22. a 23. 7. 2016 v Spojeném království městě Londýn. Byl součástí série mítinků Diamantová liga.

## Výsledky
- Archiv výsledků zde [1]

### Muži
| Disciplína            | 1. místo                      | 2. místo                  | 3. místo                          |
| Běh na 100 m          | Jimmy Vicaut 10,02            | Isiah Young 10,07         | Churandy Martina 10,10            |
| Běh na 200 m          | Usain Bolt 19,89              | Alonso Edward 20,04       | Adam Gemili 20,07                 |
| Běh na 400 m          | Matthew Hudson-Smith 45,03    | Deon Lendore 45,34        | Rabah Yousif 45,45 SB             |
| Běh na 800 m          | Pierre-Ambroise Bosse 1:43,88 | Brandon McBride 1:43,95   | Ferguson Cheruiyot Rotich 1:44,38 |
| Běh na mili m         | Silas Kiplagat 3:53,04        | Timothy Cheruiyot 3:53,17 | Vincent Kibet 3:53,19             |
| Běh na 5000 m         | Mohamed Farah 12:59,29        | Andrew Butchart 13:14,85  | Bernard Lagat 13:14,96            |
| Běh na 110 m překážek | Dimitri Bascou 13,20          | Gregor Traber 13,45       | Konstandinos Duwalidis 13,54      |
| Běh na 400 m překážek | Kerron Clement 48,40          | Javier Culson 48,63       | Yasmani Copello 48,70             |
| Skok do dálky         | Kao Sing-lung 811 cm          | Damar Forbes 805 cm       | Mike Hartfield 801 cm             |
| Trojskok              | Christian Taylor 17,78 m      | Chris Carter 16,89 m      | Tung Pin 16,85 m                  |
| Skok o tyči           | Renaud Lavillenie 590 cm      | Sam Kendricks 583 cm      | Kévin Menaldo 575 cm              |
| Vrh koulí             | Joe Kovacs 22,04 m            | Tomas Walsh 21,54 m       | David Storl 21,39 m               |
| Hod oštěpem           | Jakub Vadlejch 85,72 m        | Keshorn Walcott 83,60 m   | Hamish Peacock 82,94 m            |

### Ženy
| Disciplína             | 1. místo                               | 2. místo                      | 3. místo                               |
| Běh na 100 m           | Marie-Josée Ta Lou 10,96               | Michelle-Lee Ahye 10,99       | Shelly-Ann Fraserová-Pryceová 11,06    |
| Běh na 200 m           | Dafne Schippersová 22,13               | Tiffany Townsend 22,63        | Joanna Atkins 22,64                    |
| Běh na 400 m           | Shaunae Millerová 49,55                | Stephenie Ann McPherson 50,40 | Natasha Hastings 50,49                 |
| Běh na 800 m           | Shelayna Oskan-Clarke 1:59,46          | Lynsey Sharpová 1:59,54       | Molly Ludlow 1:59,56                   |
| Běh na 1500 m          | Laura Muirová 3:57,49                  | Sifan Hassanová 4:00,87       | Meraf Bahtaová 4:02,62                 |
| Běh na 100 m překážek  | Kendra Harrisonová 12,20 Rekord DL     | Brianna Rollinsová 12,57      | Kristi Castlinová 12,59                |
| Běh na 400 m překážek  | Dalilah Muhammadová 53,90              | Sara Petersenová 54,33        | Wenda Theron-Nel 54,47                 |
| Běh na 3000 m překážek | Habiba Ghribiová 9:21,35               | Stephanie Garciaová 9:26,26   | Purity Cherotich Kiruiová 9:30,95      |
| Skok do dálky          | Katarina Johnsonová-Thompsonová 684 cm | Shara Proctorová 680 cm       | Funmi Jimohová 665 cm                  |
| Skok vysoký            | Ruth Beitiaová 198 cm                  | Mirela Demirevová 195 cm      | Katarina Johnsonová-Thompsonová 195 cm |
| Skok o tyči            | Katerina Stefanidiová 480 cm           | Yarisley Silvaová 472 cm      | Eliza McCartneyová 462 cm              |
| Hod diskem             | Sandra Perkovićová 69,94 m             | Dani Samuelsová 64,10 m       | Jade Lallyová 61,65 m                  |